# 伊利爾格特金湖
伊利爾格特金湖是俄羅斯的湖泊，位於科雷馬低地北部，長16公里、寬11公里，面積115平方公里，海拔高度8米，湖水主要來自雨水和融雪。
70°30′52″N 158°57′20″E / 70.5144°N 158.9556°E